# Can Pastoric
Can Pastoric és una casa de Rupit i Pruit (Osona) inclosa a l'Inventari del Patrimoni Arquitectònic de Catalunya.

## Descripció
Casa mitgera d'un únic tram assentada sobre el desnivell del terreny. La façana es troba orientada a tramuntana i amb el carener de la teulada paral·lel a aquest sector. Consta de dos portals rectangulars a la planta baixa; al porta esquerra hi ha un relleu amb unes tisores i l'any 1609, mentre la porta dreta té el nom de Jesucrist. Al primer i segon pis s'hi distribueixen simètricament quatre finestres amb espieres. A la banda de migdia la casa consta d'un pis més. És construïda en pedra i arrebossada al damunt.

## Història
La importància d'aquest carrer rau sobretot en la bellesa arquitectònica dels edificis que la integren, tots ells construïts als segle XVII-XVIII i que han estat restaurats amb molta fidelitat. L'establiment de cavallers al Castell de Rupit als segles XII-XIII donà un caire aristocràtic a la vila. Al segle xiv la demografia baixà considerablement, no obstant en el fogatge del segle xvi s'observa un cert creixement i al segle xvii comença a ésser un nucli important de població, ja que durant la guerra dels Segadors (1654) s'hi establiren molt francesos.